# Stahnkeus deserticola
Espèce
Synonymes
- Vaejovis deserticola Williams, 1970
- Serradigitus deserticola (Williams, 1970)

Stahnkeus deserticola est une espèce de scorpions de la famille des Vaejovidae.

## Distribution
Cette espèce est endémique de Californie aux États-Unis. Elle se rencontre dans le comté d'Inyo dans la vallée de la Mort.

## Description
Le mâle holotype mesure 42,6 mm et la femelle paratype 45,0 mm.

## Systématique et taxinomie
Cette espèce a été décrite sous le protonyme Vaejovis deserticola par Williams en 1970. Elle est placée dans le genre Serradigitus par Stahnke en 1974 puis dans le genre Stahnkeus par Soleglad et Fet en 2006.

## Publication originale
- Williams, 1970 : « Three new species of Vejovis from Death Valley, California (Scorpionida: Vejovidae). » Pan-Pacific Entomologist, vol. 46, no 1, p. 1-11 (texte intégral).